# Richard Kuöhl

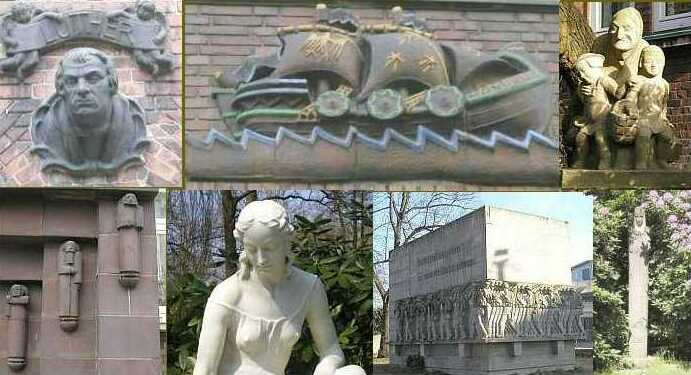
Trabajos de Kuöhl

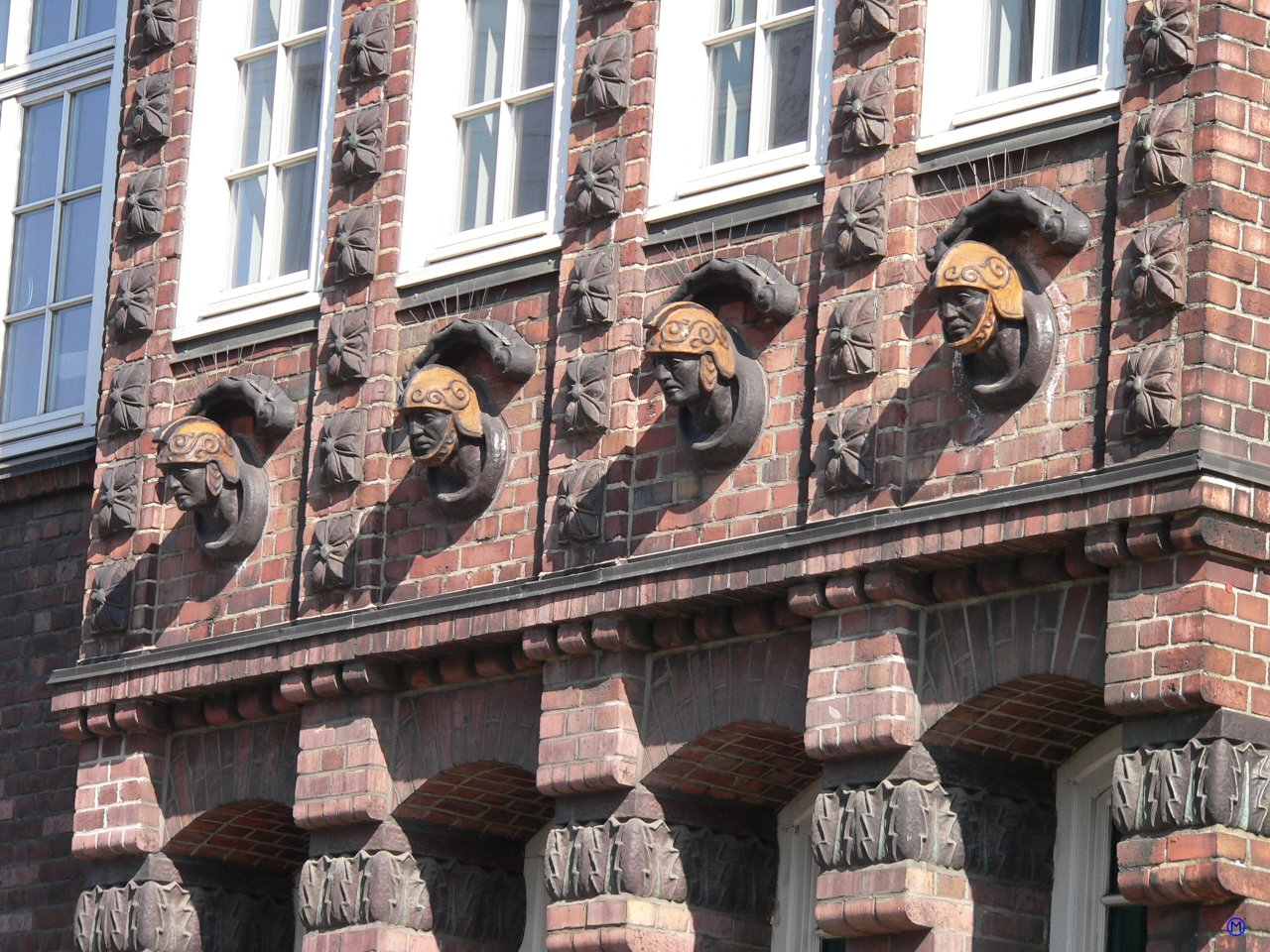
Esculturas en la fachada del Davidwache.

Richard Kuöhl (Meißen, 31 de mayo de 1880 - Rolfshagen, 19 de mayo de 1961) fue un escultor alemán, especializado en escultura arquitectónica para los arquitectos que practicaban el Expresionismo en ladrillo del norte de Alemania durante los años 1920.
Después de practicar alfarería en Meißen, su ciudad natal, y estudiar en la Escuela de Artes y Oficios de Dresde, Kuöhl se fue a Berlín. Luego, en 1912, siguió a su profesor de arquitectura de Dresde, Fritz Schumacher a Hamburgo. Schumacher vio que la escultura arquitectónica ganaba importancia, por ello le entregó a su exalumno muchas comisiones gubernamentales.
Durante los años 1920 y 1930, Kuöhl trabajó en terracota, piedra y cerámica  desarrollando una Baukeramik a prueba de agua. Su trabajo se incorporó en muchos edificios, puentes y monumentos en Hamburgo y otras ciudades del norte de Alemania. El monumento a los mártires del Segundo Regimiento de Infantería Hanseática 76, que murieron en la guerra Franco-Prusiana levantado en Hamburgo por Kuöhl y el de la Primera Guerra Mundial son típicos del  tercer Reich y es uno de los pocos que quedan. El monumento, con su burlesca inscripción, «Alemania vivirá, aún si morimos» sigue causando controversia, con un gran sentimiento popular a favor de quitarlo mientras que otros, especialmente grupos de veteranos exigen que se mantenga.
Entre sus trabajos más grandes se incluyen el Chilehaus de Hamburgo para el arquitecto Johan Friederich Höger, en 1922-1924, y la estación de policía Davidwache en la calle Reeperbahn de Hamburgo, para Schumacher.